# 226 Dywizja Piechoty (III Rzesza)
226 Dywizja Piechoty (niem. 226. Infanterie-Division) – niemiecka dywizja z czasów II wojny światowej, sformowana na poligonie w Neuhammer na mocy rozkazu z 26 czerwca 1944 roku, w 27. fali mobilizacyjnej w VIII  Okręgu Wojskowym.

## Struktura organizacyjna
- Struktura organizacyjna w czerwcu 1944 roku:

1040., 1041. i 1042. pułk grenadierów, 226. pułk artylerii, 226. batalion pionierów, 266. batalion fizylierów, 266. oddział przeciwpancerny, 266. oddział łączności, 266. polowy batalion zapasowy;

## Dowódca dywizji
- Generalleutnant Wolfgang von Kluge 6 VII 1944 – IX 1944;